# Hippocampus erectus
Hippocampus erectus е вид морско конче от семейство иглови (Syngnathidae). Видът е световно застрашен, със статут Уязвим.